# Schelderadarketen

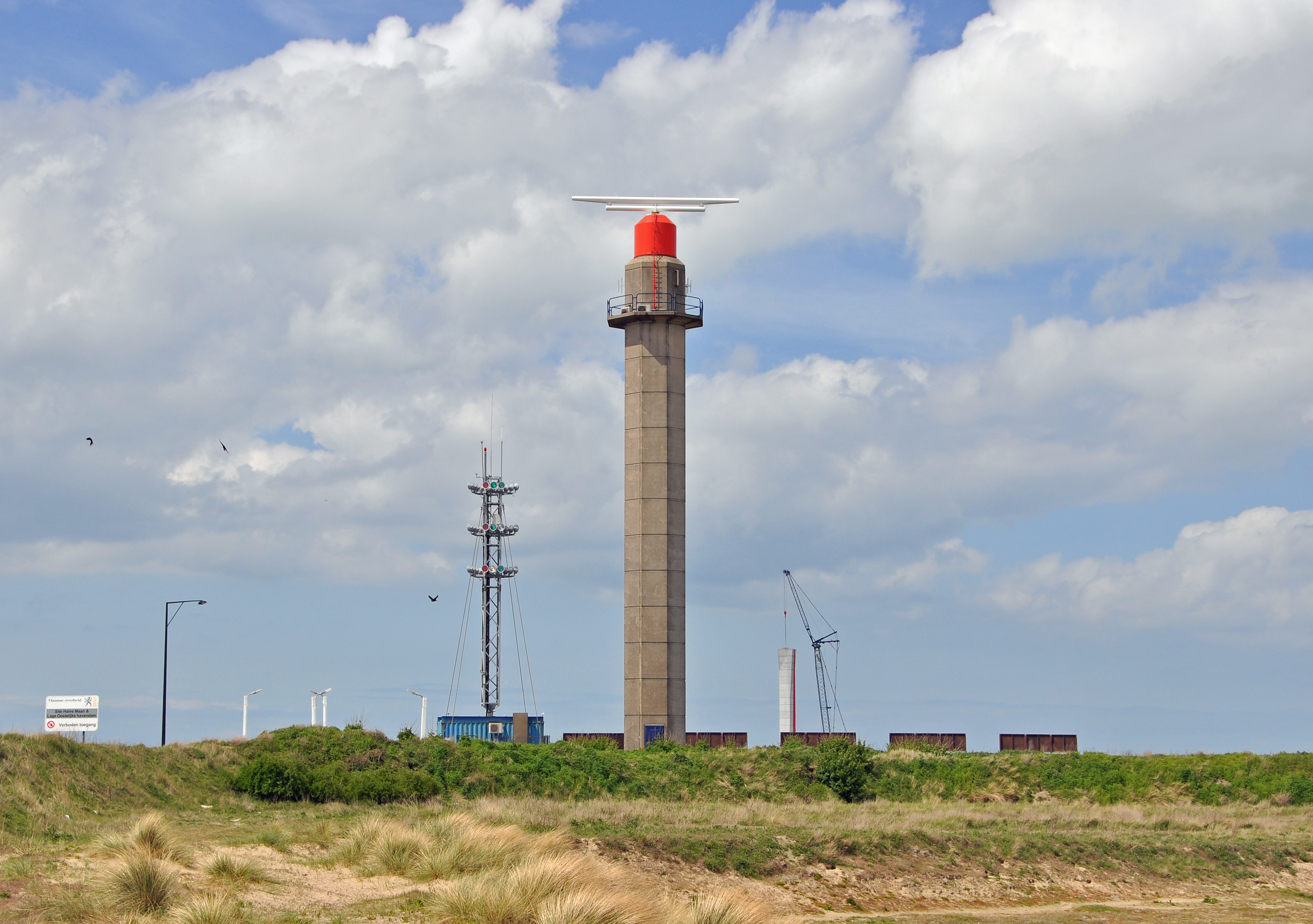
De oude radartoren in Oostende, gesloopt in 2019

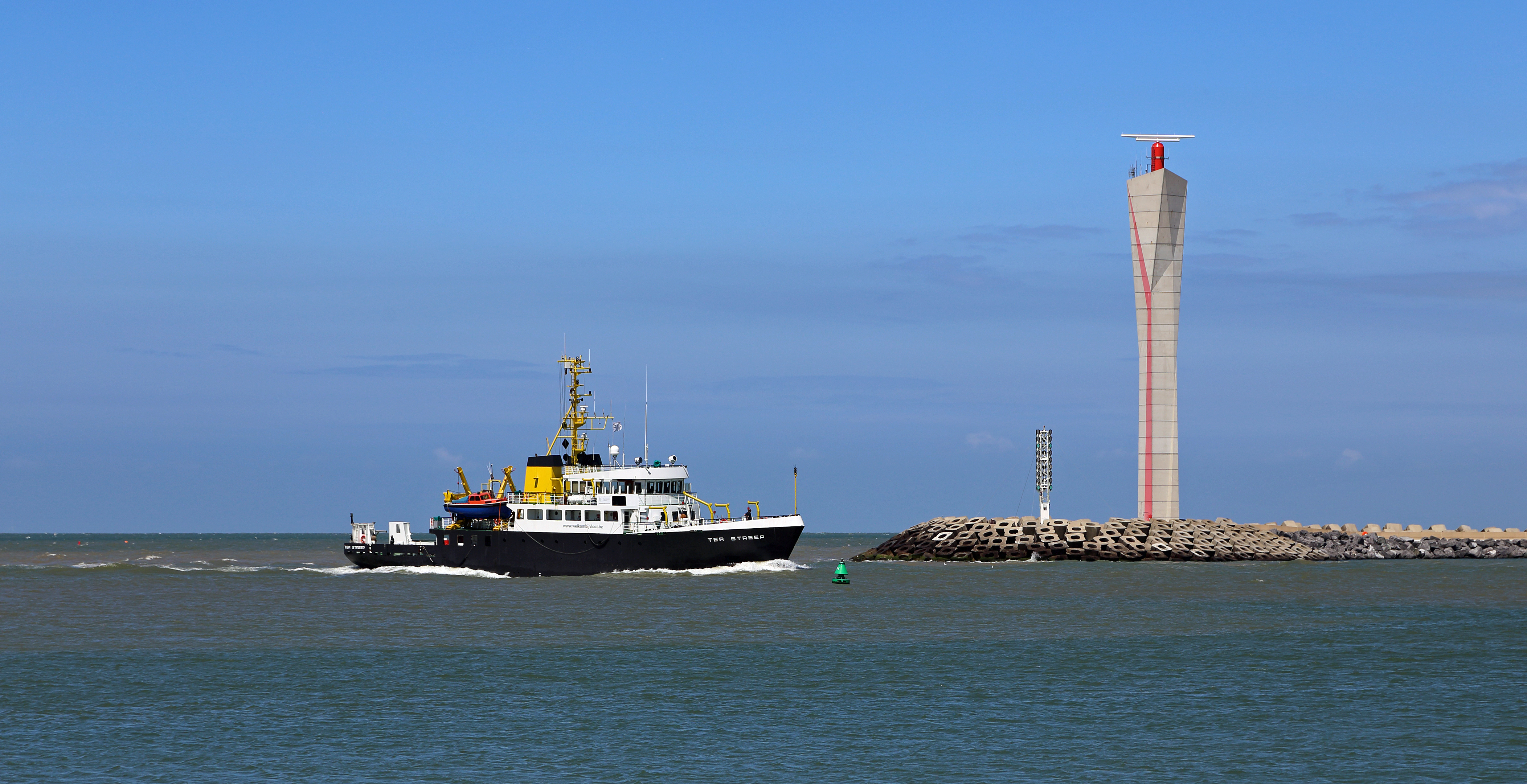
De nieuwe radartoren op de oostelijke strekdam in Oostende

De Schelderadarketen (SRK) is een Vlaams-Nederlandse instantie en keten van radarposten in het Schelde-gebied in Nederland en Vlaanderen. De Schelderadarketen bestrijkt op de Noordzee het gebied langs de kust van de Belgisch-Franse grens tot het ankergebied Steenbank en stroomopwaarts over de Westerschelde tot aan de Kallosluis in Antwerpen. Hiermee wordt het scheepvaartverkeer begeleid met de bestemmingen zeehaven van Brugge, havens van Vlissingen, havens van Terneuzen, haven van Gent en de haven van Antwerpen.

## Radarposten
Radarposten en verkeerscentrales vanaf de Noordzee tot in Antwerpen zijn:
| Naam (locatie)                           | Afkorting | Type                               | Oever                | Coördinaten                   |
| ---------------------------------------- | --------- | ---------------------------------- | -------------------- | ----------------------------- |
| Oostdyckbank                             | ODB       | onbemande radarpost                | linkeroever (op zee) | 51° 16′ 30″ NB, 2° 26′ 51″ OL |
| Oostende                                 | OS        | onbemande radarpost                | linkeroever          | 51° 14′ 15″ NB, 2° 55′ 28″ OL |
| Zeebrugge                                | ZB        | onbemande radarpost                | linkeroever          | 51° 21′ 44″ NB, 3° 11′ 11″ OL |
| Centrale Zeebrugge                       | CZB       | bemande verkeerscentrale           | linkeroever          | 51° 21′ 39″ NB, 3° 11′ 2″ OL  |
| Zeebrugge haven                          | ZBH       | onbemande radarpost                | linkeroever          | 51° 20′ 48″ NB, 3° 12′ 2″ OL  |
| Radartoren De Lange Neel                 | DLN       | onbemande radarpost                | rechteroever         | 51° 37′ 19″ NB, 3° 40′ 9″ OL  |
| Westkapelle                              | WK        | onbemande radarpost                | rechteroever         | 51° 31′ 21″ NB, 3° 26′ 28″ OL |
| Cadzand                                  | CA        | onbemande radarpost                | linkeroever          | 51° 23′ 20″ NB, 3° 25′ 35″ OL |
| Kaapduinen                               | KD        | onbemande radarpost                | rechteroever         | 51° 28′ 30″ NB, 3° 31′ 3″ OL  |
| Vlissingen                               | VL        | onbemande radarpost                | rechteroever         | 51° 26′ 26″ NB, 3° 34′ 22″ OL |
| Schelde Coördinatie Centrum (Vlissingen) | SCC       | bemande verkeerscentrale           | rechteroever         | 51° 26′ 30″ NB, 3° 35′ 3″ OL  |
| Hoofdplaat                               | HP        | onbemande radarpost                | linkeroever          | 51° 22′ 13″ NB, 3° 41′ 9″ OL  |
| Centrale Terneuzen                       | CTN       | bemande verkeerscentrale met radar | linkeroever          | 51° 20′ 34″ NB, 3° 49′ 1″ OL  |
| Baarland                                 | BA        | onbemande radarpost                | rechteroever         | 51° 24′ 0″ NB, 3° 54′ 7″ OL   |
| Centrale Hansweert                       | CHW       | bemande verkeerscentrale met radar | rechteroever         | 51° 26′ 26″ NB, 4° 00′ 56″ OL |
| Hansweert voorhaven                      |           | onbemande hulpradar                | rechteroever         | 51° 26′ 26″ NB, 4° 00′ 56″ OL |
| Ossenisse / Kreverhille                  |           | onbemande radarpost / uitkijkpunt  | linkeroever          | 51° 24′ 19″ NB, 3° 59′ 32″ OL |
| Waarde                                   | WA        | onbemande radarpost                | rechteroever         | 51° 24′ 35″ NB, 4° 0′ 37″ OL  |
| Saeftinge                                | SA        | onbemande radarpost                | linkeroever          | 51° 23′ 1″ NB, 4° 11′ 14″ OL  |
| Prosperpolder                            | PP        | onbemande radarpost                | linkeroever          | 51° 20′ 41″ NB, 4° 13′ 58″ OL |
| Ballastplaat                             | BP        | onbemande radarpost                | rechteroever         | 51° 21′ 23″ NB, 4° 15′ 16″ OL |
| Oudendijk                                | OD        | onbemande radarpost                | rechteroever         | 51° 20′ 41″ NB, 4° 16′ 17″ OL |
| Centrale Zandvliet                       | CZV       | bemande verkeerscentrale           | rechteroever         | 51° 20′ 43″ NB, 4° 17′ 1″ OL  |
| Blauwgaren                               | BG        | onbemande radarpost                | rechteroever         | 51° 19′ 17″ NB, 4° 17′ 5″ OL  |
| Fort Liefkenshoek                        | FL        | onbemande radarpost                | linkeroever          | 51° 18′ 27″ NB, 4° 16′ 6″ OL  |
| Kruisschans                              | XS        | onbemande radarpost                | rechteroever         | 51° 16′ 45″ NB, 4° 19′ 44″ OL |
| Kallo                                    | KA        | onbemande radarpost                | linkeroever          | 51° 16′ 6″ NB, 4° 17′ 53″ OL  |

Rond 2017 is er besloten om de radarketen uit te breiden en een betere dekking te realiseren. Daarbij werd de Schelderadarketen uitgebreid met een radarpost bij Kreverhille met een uitkijkplatform voor het publiek, een hulpradar bij Hansweert, enkele radarposten in Antwerpen en de 127 meter hoge Radartoren De Lange Neel op Neeltje Jans.